# کمربند سنگ سبز
کمربند سنگ سبز (انگلیسی: Greenstone belt به مناطقی گفته می‌شود که حاوی سنگ‌های آتشفشانی مافیک تا فرامافیک دگرگون‌شده همراه با سنگ‌های رسوبی هستند که در بین توده‌های گرانیتی و گنیسی در پایاپوسته‌های نخست‌زیستی (کراتون‌های آرکئن) و پیشین‌زیستی یافت می‌شوند. رنگ سبز این سنگ‌ها به دلیل حضور کانی‌های دگرگونی مانند کلریت و اکتینولیت است و این کمربندها معمولاً دارای ذخایر معدنی طلا، نقره، مس، روی و سرب هستند. مطالعه کمربندهای سنگ سبز اطلاعات ارزشمندی دربارهٔ تاریخچه زمین‌شناسی نخست‌زیستی، از جمله رویدادهای تکتونیکی و دگرگونی، ارائه می‌دهد که در سنگ‌های گرانیتی و گنیسی کمتر قابل مشاهده است.
نام کمربندهای سنگ سبز از رنگ سبزی گرفته شده است که توسط کانی‌های دگرگونی درون سنگ‌های مافیک به آن‌ها بخشیده شده است: کانی‌های سبز معمول شامل کلینوکلر، اکتینولیت و سایر آمفیبولهای سبز هستند. کمربندهای سنگ سبز همچنین اغلب دارای ذخایر کانسنگی طلا، نقره، مس، روی و سرب هستند.
هز کمربند سنگ سبز معمولاً از چند ده تا چند هزار کیلومتر طول دارد. به‌طور کلی، چنین کمربندهایی در میان حجم وسیع اما نسبتاً همگن گرانیت-گنیس درون یک پایاپوسته (کراتون)، میزان بیشتری از ناهمگنی و پیچیدگی را نشان می‌دهند و به‌عنوان نشانگرهای زمین‌ساختی بسیار متمایزتر از توده‌های وسیع و یکنواخت گرانیتی عمل می‌کنند. علاوه بر این، کمربندهای سنگ سبز اطلاعات بسیار بیشتری دربارهٔ رویدادهای زمین‌ساختی، دگرگونی، تغییرشکل‌ها و شرایط دیرین‌زمین‌شناسی ارائه می‌دهند، زیرا بیشتر این سنگ‌ها به‌عنوان بازالتهای تغییرشکل‌یافته و دیگر سنگ‌های آتشفشانی یا سنگ رسوبی تفسیر می‌شوند. از این رو، درک ماهیت و منشأ کمربندهای سنگ سبز، راهی مؤثر برای مطالعه تاریخ زمین‌شناسی نخست‌زیستی است.

## ماهیت و شکل‌گیری

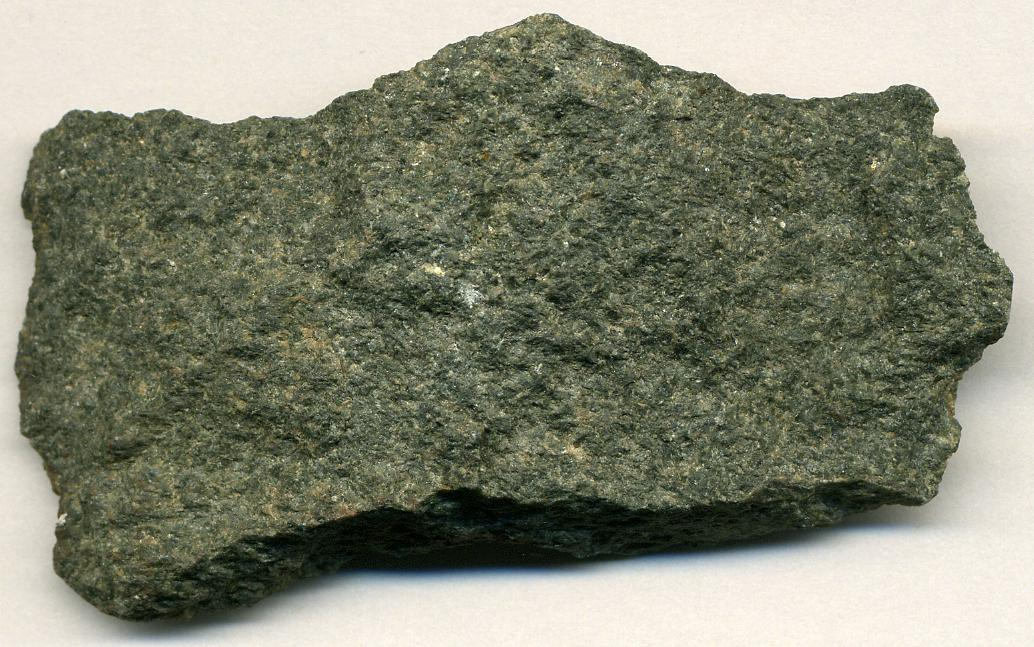
سنگ دگرگونی گدازه بالشی از کمربند سنگ سبز ایشپمین در میشیگان

کمربندهای سنگ سبز به‌عنوان ساختارهایی که در مراکز گسترش اقیانوسی و کمان جزیره‌ای زمینگان‌ها شکل گرفته‌اند، تفسیر شده‌اند.
این کمربندها عمدتاً از سنگ‌های آتشفشانی تشکیل شده‌اند که در آن‌ها بازالت غالب است و مقدار کمی سنگ‌های رسوبی در میان سازندهای آتشفشانی قرار دارد. با گذشت زمان، مقدار رسوبات درون کمربندهای سنگ سبز افزایش یافته و میزان سنگ‌های اولترامافیک (چه به‌صورت نفوذ لایه‌ای و چه به‌عنوان گدازه‌های کوماتیت) کاهش یافته است.
همچنین، تغییراتی در ساختار و رابطه کمربندهای سنگ سبز با بسترهایشان دیده می‌شود؛ در نخست‌زیستی، ارتباط مشخصی میان ورقه‌های بازالت-پریدوتیت کمربند سنگ سبز و توده‌های گرانیتی مجاور آن‌ها دیده نمی‌شود. در پیشین‌زیستی، این کمربندها روی بسترهای گرانیت-گنیس و/یا دیگر کمربندهای سنگ سبز قرار دارند، و در پیدازیستی، نمونه‌های مشخصی از فعالیت‌های آتشفشانی کمان جزیره‌ای، رسوب‌گذاری در این نواحی و توالی‌های افیولیت به‌وضوح دیده می‌شود.
این تغییرات در ماهیت کمربندهای سنگ سبز به‌عنوان پاسخی به تکامل فرآیندهای زمین‌ساخت صفحه‌ای در طول تاریخ زمین تفسیر شده‌اند. در دوران نخست‌زیستی، زمین‌ساخت صفحه‌ای در پوسته‌ای بالغ رخ نمی‌داد و به همین دلیل انتظار می‌رود که کمربندهای سنگ سبز گسل رورانده و از خاستگاه بیگانه باشند. در دوران پیشین‌زیستی، فعالیت ماگمایی در اطراف کراتون‌ها رخ می‌داد و با منابع رسوبی تثبیت‌شده همراه بود، به‌طوری که میزان بازیافت پوسته‌ای کاهش یافته و حفظ رسوبات بیشتری ممکن شده بود. در دوران پیدازیستی، پوشش گسترده قاره‌ای و کاهش جریان حرارتی از گوشته باعث حفظ بیشتر رسوبات و افزایش تأثیر توده‌های قاره‌ای شده است.
علاوه بر بازالت، سنگ‌های سبز دگرگونی متعددی نیز از کمربندهای سنگ سبز حاصل می‌شوند که در برخی موارد مترادف با 'آمفیبولیت' در نظر گرفته می‌شوند. اصطلاحاتی مانند شیست سبز، شیست سفید و شیست آبی نیز از مطالعه این کمربندها به وجود آمده‌اند.
کمربندهای سنگ سبز اولیه پیشین‌زیستی در غرب آفریقا شباهت‌هایی با کمربندهای سنگ سبز نخست‌زیستی دارند. این شباهت‌ها شامل کاهش میزان سنگ فرامافیک و مافیک در طول ستون چینه‌شناسی و افزایش سنگ‌های سنگ آذرآواری، فلسیک و/یا آندزیت است. همچنین، توالی‌های سنگی در این کمربندها معمولاً در بخش‌های بالایی دارای سنگ آواری و در بخش‌های پایینی شامل مجموعه‌های تولئیتیک هستند. در این مجموعه‌ها، آذرین‌تیغههای Calc-alkaline نیز رایج‌اند.

## پراکندگی

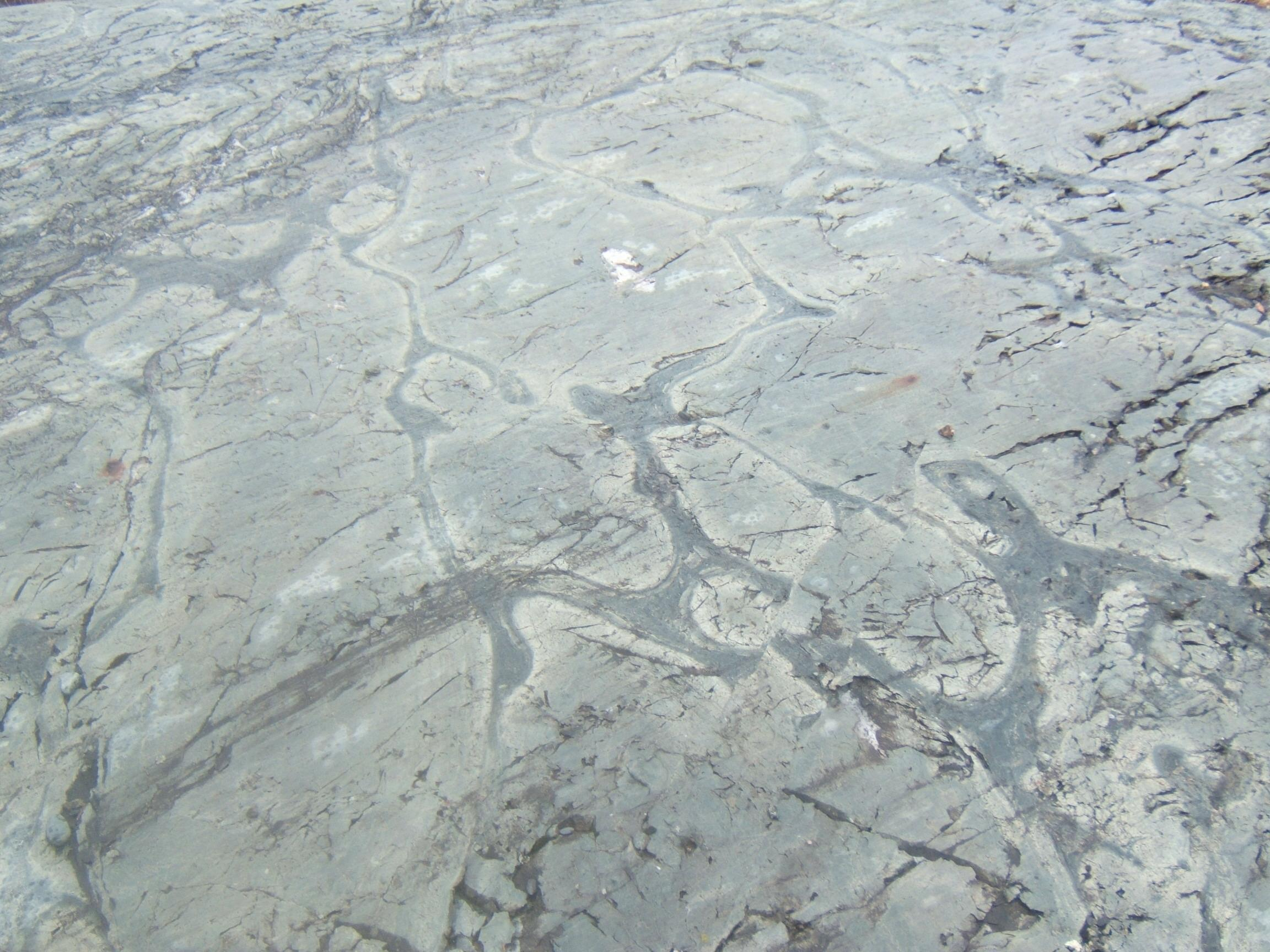
گدازه بالشی پرکامبرین فرسایش‌یافته در کمربند سنگ سبز تمگامی واقع در سپر کانادا

کمربندهای سنگ سبز نخست‌زیستی در پایاپوسته اسلیو در شمال کانادا، پایاپوسته پیلبارا و پایاپوسته ییلگار در استرالیای غربی، پایاپوسته گاولر در استرالیای جنوبی و پایاپوسته وایومینگ در ایالات متحده یافت می‌شوند. نمونه‌هایی از این کمربندها در جنوب و شرق آفریقا، از جمله پایاپوسته کاپوال و همچنین در هسته پایاپوستهی ماداگاسکار، غرب آفریقا، برزیل، شمال اسکاندیناوی و شبه‌جزیره کولا (در سپر بالتیک) دیده می‌شوند.
کمربندهای سنگ سبز پیشین‌زیستی بین پایاپوسته‌های پیلبارا و ییلگار در استرالیا، مجاور پایاپوسته گاولر و در داخل کمربندهای حرکتی گسترده پیشین‌زیستی استرالیا، در غرب آفریقا، در مجموعه‌های دگرگونی اطراف هسته نخست‌زیستی ماداگاسکار، در کوهستان بلو ریج، شمال کانادا و شمال اسکاندیناوی یافت می‌شوند. کمربند سنگ سبز ابیتیبی در انتاریو و استان کبک یکی از بزرگ‌ترین کمربندهای سنگ سبز نخست‌زیستی در جهان است.
در قطب جنوب، توده‌کوه فیشر که مربوط به دوران پیشین‌زیستی است، از نظر ترکیب و ساختار شباهت زیادی به یک کمربند سنگ سبز دارد.
یکی از شناخته‌شده‌ترین کمربندهای سنگ سبز در جهان، کمربند سنگ سبز باربرتون در آفریقای جنوبی است که طلا برای اولین بار در این منطقه کشف شد. این کمربند ابتدا توسط پروفسور آن‌هاوزر در دانشگاه ویتواترسرند، ژوهانسبورگ شناسایی شد. مطالعات وی در نقشه‌برداری و تعیین ویژگی‌های این کمربند به‌عنوان الگویی برای مطالعه دیگر کمربندهای سنگ سبز در سراسر جهان مورد استفاده قرار گرفته است. او وجود گدازه بالشی‌ها را که نشان‌دهنده سرد شدن سریع گدازه در آب است، ثبت کرد و همچنین بافت‌های‌ ایجادشده توسط بلورهایی را که در محیط‌های سردشونده سریع، به‌ویژه در محیط‌های آبی، شکل گرفته‌اند، توصیف کرد.

## فهرست کمربندهای سنگ سبز

### آفریقا
- کمربند سنگ سبز باربرتون (آفریقای جنوبی)
- کمربند سنگ سبز گیانی (آفریقای جنوبی)
- کمربند سنگ سبز پیترسبرگ (آفریقای جنوبی)
- کمربند سنگ سبز گواندا (زیمبابوه)
- کمربند سنگ سبز کیلیمافدا (شرق آفریقا)
- کمربند سنگ سبز دریاچه ویکتوریا (شرق آفریقا)
- کمربند سنگ سبز بورومو-گورن (غرب آفریقا)
- کمربند سنگ سبز هونده (بورکینافاسو)
- کمربند سنگ سبز بورومو (بورکینافاسو)

### آسیا
- کمربند سنگ سبز تایشان (شرق آسیا)
- کمربند سنگ سبز رامگیری-هونگوند (پایاپوسته داروار، هند)[۳]
- کمربند سنگ سبز بابینا (پایاپوسته بوندلکند، هند)
- کمربند سنگ سبز مورنپور (پایاپوسته بوندلکند، هند)
- کمربند سنگ سبز گروه سنگ آهن، سپر شرق هند، هند

### اروپا
- کمربند سنگ سبز کوستوموکشا (روسیه)
- کمربند سنگ سبز لاپلند مرکزی (لاپلند، فنلاند)
- کمربند سنگ سبز کوهمو-سوموس‌سالمی، فنلاند
- کمربند سنگ سبز موکن (نروژ)

### آمریکای شمالی
- کمربند سنگ سبز ابیتیبی (کبک/انتاریو، کانادا)
- کمربند سنگ سبز برد ریور (مانیتوبا، کانادا)
- کمربند سنگ سبز الموئرز راک (وایومینگ، ایالات متحده)
- کمربند سنگ سبز فلین فلون (مانیتوبا/ساسکاچوان، کانادا)
- کمربند سنگ سبز هوپ بی (منطقه کیوالیک غربی، نوناووت، کانادا)
- کمربند سنگ سبز هانت ریور (نیوفاندلند و لابرادور، کانادا)
- کمربند سنگ سبز ایسوا (جنوب غرب گرینلند)
- کمربند نووآگیتوک گرین‌استون (کبک، کانادا)
- کمربند سنگ سبز پیکوس (نیومکزیکو، ایالات متحده)

### آمریکای جنوبی
- کمربند سنگ سبز ریو-داس-ولهاس (میناس گرایس، برزیل)
- کمربند سنگ سبز پیومهی (میناس گرایس، برزیل)
- کمربند سنگ سبز ریو-ایتاپیکورو (باهیا، برزیل)
- کمربند سنگ سبز موندو نُوو (باهیا، برزیل)
- کمربند سنگ سبز امبوراناس (باهیا، برزیل)
- کمربند سنگ سبز کریساس (گوییاس، برزیل)

### استرالیا
- کمربند سنگ سبز هریس (استرالیا)
- کمربند سنگ سبز جک هیلز (استرالیا)
- کمربند سنگ سبز نورسمن-ویلونا (استرالیا)
- کمربند سنگ سبز سادرن کراس (استرالیا)
- کمربند سنگ سبز یاندال (استرالیا)
- کمربند سنگ سبز یالگو-سینگلتون (استرالیا)